# ルーカス・ペッツィーニ・レイヴァ
ルーカス・ペッツィーニ・レイヴァ（Lucas Pezzini Leiva、1987年1月9日 - ）は、ブラジル・マットグロッソ・ド・スル州ドゥラドス出身の元サッカー選手。元ブラジル代表。ポジションはミッドフィールダー。

## クラブ経歴
少年時代はフットサルでテクニックを磨き、15歳でグレミオFBPAの下部組織に入団。2005年末、18歳でプロデビューを果たし、当時2部だったクラブの1部昇格に貢献。ブレイクと遂げたのは06年の全国選手権。メディアはこの年、「ブラジルサッカー界最大の収穫」と見出しを打ち、サッカー専門誌『プラカール』が国内最優秀選手に、ブラジルサッカー連盟が国内ベスト11に選出した。
2007-08シーズン夏季移籍期間にプレミアリーグのリヴァプールFCへ加入。イタリアのパスポートも所持しているため、EU内選手と同じ扱いとなっていた。
2009-10シーズン、中盤のレギュラーであったシャビ・アロンソが夏にレアル・マドリードへ移籍したこと、また、その代役として加入したアルベルト・アクイラーニの負傷により同ポジションのレギュラーになった。
2010-11シーズン開幕直後、中盤の絶対的レギュラー、マスチェラーノがFCバルセロナに移籍し、その後釜として迎えられたクリスティアン・ポウルセンがプレミアリーグに適応できていないため、次第に出場機会を得るようになり、その中で好パフォーマンスをみせ、レギュラーを奪い取った。シーズン後半では、チームの若手であるジェイ・スピーリングと共に、リバプールの中盤を支え、2011年5月には、クラブの最優秀若手賞に選出された。
2012-13シーズンにブレンダン・ロジャーズが監督に就任して以降、ジョー・アレンの獲得、ジョーダン・ヘンダーソンの成長もあったが、一定の出場機会を得ており、ジェラード不在の際にはキャプテンマークを巻くこともあった。ユルゲン・クロップの就任以降の2016-17シーズンには、センターバックとして出場することもあった。2016年1月のフットボールリーグカップ準決勝のストーク戦でリヴァプールでの通算300試合出場を果たした。2016-2017年、在籍10年で最古参の選手となり、2016-2017年シーズン終了後には記念のセレモニーも行われた。
2017年7月よりセリエAのSSラツィオに移籍した。8月13日、UEFAヨーロッパリーグのSVズルテ・ワレヘム戦で移籍後初ゴールを決めた。2017-18、2018-19シーズン2年連続でクラブ最優秀選手賞を受賞。2021-22シーズンをもって5年在籍したラツィオを退団。
ラツィオ退団後は古巣グレミオに復帰し、チームのセリエA復帰に貢献したが、2022シーズン終了後の定期検査で心臓に問題が見つかりアスリート活動を一時中断した。
その後、追加の治療や検査の過程でレイヴァは心筋の瘢痕性線維症であると診断され、激しいプレーはリスクがあるとされたことから、2023年3月17日に現役引退を発表した。

## 代表経歴
2007年8月のアルジェリア戦でフル代表デビュー。
2008年に開催された北京オリンピックのサッカー競技にはブラジル代表として出場し、ブラジル代表の3位に貢献した。
2011年コパ・アメリカ準決勝パラグアイ戦では一発退場となった。

## 人物
叔父は元ブラジル代表のレイヴィーニャ。
曾祖父がイタリア・トスカーナ州出身であったため、イタリアのパスポートも所持している。

## 個人成績
2017年5月24日現在
| Club          | Season        | ブラジル全国選手権 | ブラジル全国選手権 | ブラジル杯 | ブラジル杯 | Campeonato Gaúcho | Campeonato Gaúcho | Libertadores | Libertadores | Total | Total |
| Club          | Season        | App                | Goals              | App        | Goals      | App               | Goals             | App          | Goals        | App   | Goals |
| ------------- | ------------- | ------------------ | ------------------ | ---------- | ---------- | ----------------- | ----------------- | ------------ | ------------ | ----- | ----- |
| グレミオ      | 2005          | 3                  | 0                  | 0          | 0          | -                 | -                 | -            | -            | 3     | 0     |
| グレミオ      | 2006          | 32                 | 4                  | 4          | 1          | 16                | 0                 | -            | -            | 53    | 5     |
| グレミオ      | 2007          | 3                  | 0                  | -          | -          | 9                 | 2                 | 8            | 1            | 20    | 3     |
| グレミオ      | Club Total    | 38                 | 4                  | 4          | 1          | 25                | 2                 | 8            | 1            | 76    | 8     |
|               |               | プレミアリーグ     | プレミアリーグ     | FAカップ   | FAカップ   | リーグカップ      | リーグカップ      | Europe       | Europe       | Total | Total |
| リヴァプール  | 2007-08       | 18                 | 0                  | 4          | 1          | 3                 | 0                 | 7            | 0            | 32    | 1     |
| リヴァプール  | 2008-09       | 25                 | 1                  | 2          | 0          | 2                 | 1                 | 10           | 1            | 39    | 3     |
| リヴァプール  | 2009-10       | 35                 | 0                  | 2          | 0          | 0                 | 0                 | 13           | 1            | 50    | 1     |
| リヴァプール  | 2010-11       | 33                 | 0                  | 1          | 0          | 1                 | 0                 | 12           | 1            | 47    | 1     |
| リヴァプール  | 2011-12       | 12                 | 0                  | 0          | 0          | 3                 | 0                 | 0            | 0            | 15    | 0     |
| リヴァプール  | 2012-13       | 26                 | 0                  | 1          | 0          | 0                 | 0                 | 4            | 0            | 31    | 0     |
| リヴァプール  | 2013-14       | 27                 | 0                  | 1          | 0          | 1                 | 0                 | 0            | 0            | 29    | 0     |
| リヴァプール  | 2014-15       | 20                 | 0                  | 3          | 0          | 5                 | 0                 | 4            | 0            | 32    | 0     |
| リヴァプール  | 2015-16       | 26                 | 0                  | 1          | 0          | 5                 | 0                 | 5            | 0            | 38    | 0     |
| リヴァプール  | 2016-17       | 19                 | 0                  | 4          | 1          | 3                 | 0                 | -            | -            | 26    | 1     |
| リヴァプール  | Club Total    | 242                | 1                  | 19         | 2          | 21                | 1                 | 55           | 3            | 339   | 7     |
| Career totals | Career totals | 273                | 5                  | 23         | 3          | 45                | 3                 | 63           | 4            | 415   | 15    |

### 試合数
国際Aマッチ 24試合 0得点（2007年-2013年 ）
| ブラジル代表 | 国際Aマッチ | 国際Aマッチ |
| 年           | 出場        | 得点        |
| ------------ | ----------- | ----------- |
| 2007         | 1           | 0           |
| 2008         | 2           | 0           |
| 2009         | 1           | 0           |
| 2010         | 4           | 0           |
| 2011         | 12          | 0           |
| 2012         | 0           | 0           |
| 2013         | 4           | 0           |
| 通算         | 24          | 0           |

## タイトル

### クラブ
グレミオFBPA
- カンピオナート・ブラジレイロ・セリエB：1回 (2005)
- カンピオナート・ガウショ：2回 (2006, 2007)

リヴァプールFC
- プレミアリザーブリーグ：1回 (2008)
- フットボールリーグカップ：1回 (2012)

SSラツィオ
- スーペルコッパ・イタリアーナ：1回 (2017)
- コッパ・イタリア：1回 (2019)

### 代表
- 仙台カップ国際ユースサッカー大会：1回 (2004)
- 2007 南米ユース選手権：1回 (2007)
- 北京オリンピック：1回 (2008)

### 個人
- ボーラ・ジ・オーロ：1回 (2006)